# Stanza 641A

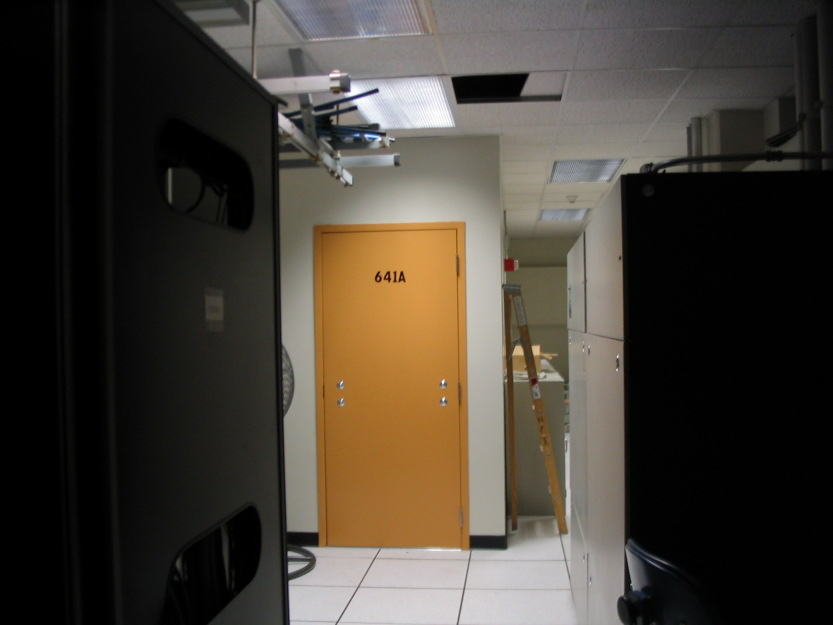
Fotografia della Stanza 641 dall'esterno

La Stanza 641A è una struttura di intercettazione delle telecomunicazioni gestita da AT&T per conto della National Security Agency degli Stati Uniti, come parte del suo programma di sorveglianza senza mandato, come autorizzato dal Patriot Act . L'impianto è entrato in funzione nel 2003 e il suo scopo è stato pubblicamente rivelato nel 2006.

## Descrizione
La Stanza 641A si trova nell'edificio SBC Communications al 611 Folsom Street, San Francisco, tre piani dei quali erano occupati da AT&T prima che SBC acquistasse AT&T.  La stanza era indicata nei documenti interni di AT&T come SG3 [Gruppo di studio 3] Stanza Sicura .
La stanza misura circa 24 per 48 piedi (7,3 per 14,6 m) e contiene diversi rack di apparecchiature, tra cui un Narus STA 6400, un dispositivo progettato per intercettare e analizzare le comunicazioni Internet a velocità molto elevate. È alimentato da linee in fibra ottica provenienti da divisori di fascio installati in linee in fibra ottica che trasportano il traffico della dorsale Internet. Nell'analisi di J. Scott Marcus, ex CTO di GTE ed ex consigliere della Federal Communications Commission, ha accesso a tutto il traffico Internet che passa attraverso l'edificio e, quindi, "la capacità di consentire la sorveglianza e l'analisi dei contenuti Internet su vasta scala, compreso sia il traffico estero che quello puramente nazionale".
L'esistenza della stanza è stata rivelata dall'ex tecnico di AT&T Mark Klein ed è stata oggetto di una class action del 2006 da parte della Electronic Frontier Foundation contro AT&T. Klein afferma che gli è stato detto che stanze nere simili sono gestite in altre strutture in tutto il paese.
La Stanza 641A e le polemiche che la circondano sono state oggetto di un episodio di Frontline, il programma di documentari di attualità della PBS. È stato originariamente trasmesso il 15 maggio 2007. È stato anche presentato su NOW di PBS il 14 marzo 2008. La stanza è stata trattata anche nell'episodio della PBS Nova "The Spy Factory".